# Sheaf

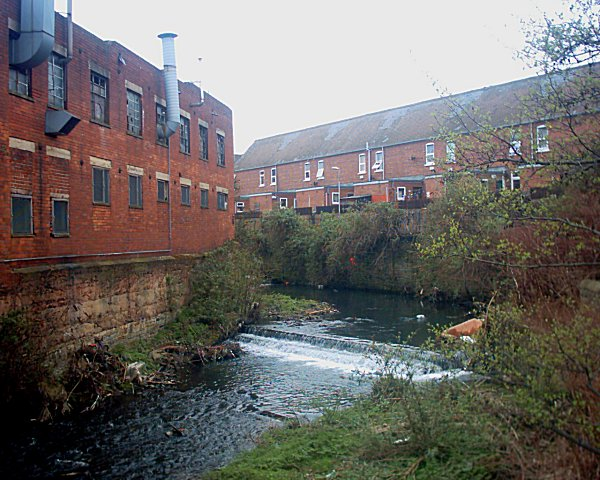
Floden Sheaf flyter förbi viktorianska fabriker i Highfield.

Sheaf är en flod i Sheffield, South Yorkshire, England. Floden rinner från Totley, en förort till Sheffield. Den rinner sedan förbi byn Dore innan den rinner under Sheffield centrum för att sedan flyta samman med floden Don. Historiskt sett så har floden varit en gräns för de Anglo-Saxiska rikena Mercia och Northumbria. Floden utgjorde en gräns mellan Yorkshire och Derbyshire fram till 1900-talet. Staden Sheffield har fått sitt namn efter sitt ursprung på ett fält vid floden.